# Bartimeüs

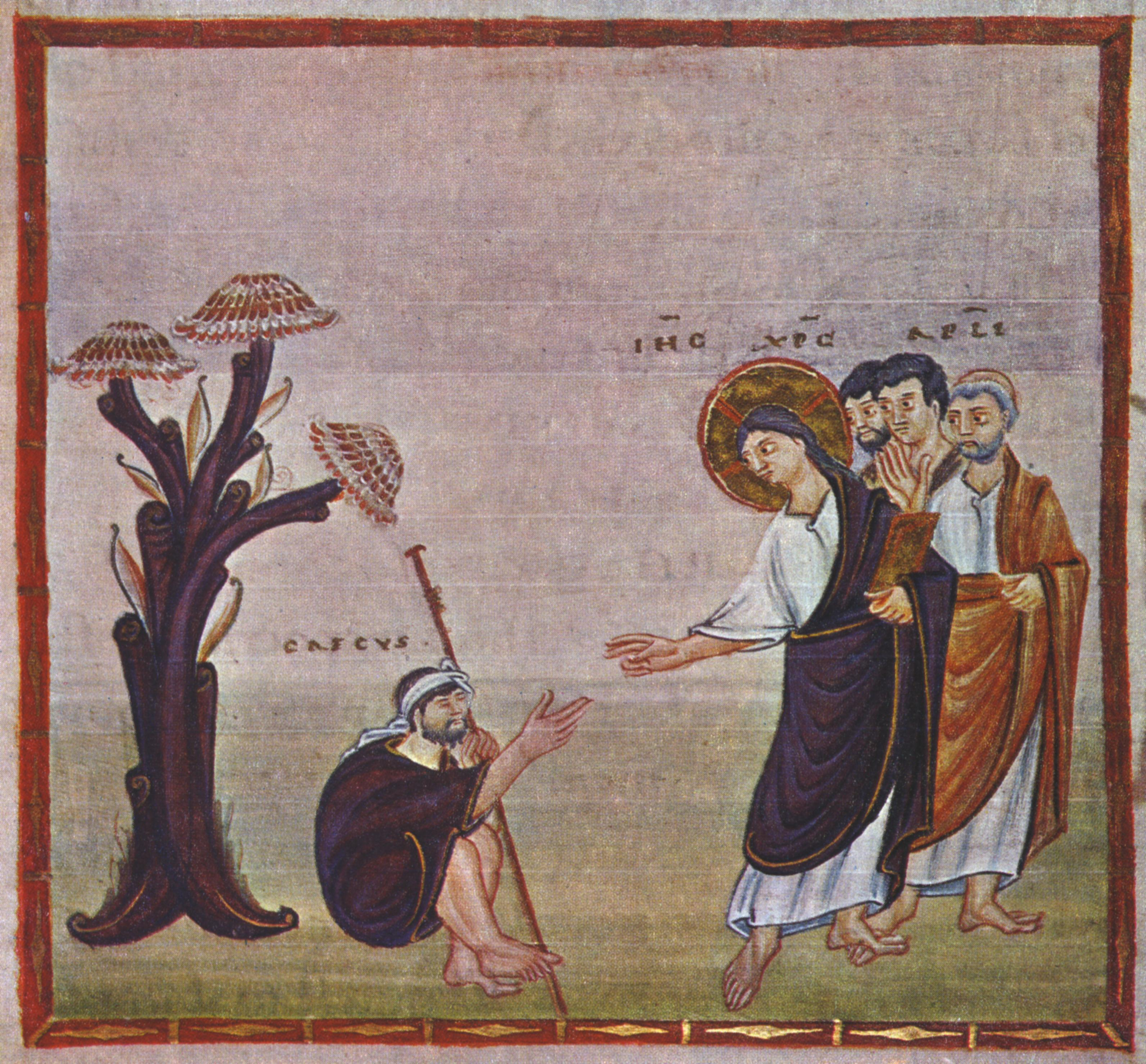
Bartimeüs (links) en Jezus op een afbeelding uit de Codex Egberti

Bartimeüs is een persoon uit het Nieuwe Testament. Het verhaal over Bartimeüs wordt beschreven in de synoptische evangeliën, namelijk in Marcus 10:46-52, Matteüs 20:29-34 en Lucas 18:35-43. Marcus is van deze drie evangelisten de enige die zijn naam vermeldt.
Bartimeüs was volgens het verhaal in de Bijbel een blinde bedelaar, die aan de weg bij Jericho zat. Hij was de zoon van Timeüs. Toen Jezus met zijn leerlingen en een grote mensenmenigte langs die weg kwam, begon Bartimeüs te roepen: "Zoon van David, Jezus, heb medelijden met mij". De menigte probeerde hem het zwijgen op te leggen, maar Jezus riep hem bij zich en vroeg aan Bartimeüs: "Wat wil je, dat ik doen zal?". Bartimeüs antwoordde hierop: "Dat ik weer mag zien!" Jezus verklaarde daarop dat Bartimeüs' geloof hem heeft behouden. Daarop maakt Jezus hem weer ziende. 
Er zijn kleine verschillen tussen de verhalen die de evangelisten beschrijven. Bij Matteüs en Marcus vindt de ontmoeting plaats als Jezus Jericho verlaat, en bij Lucas als die stad genaderd wordt. Bij Matteüs is er sprake van twee blinden in plaats van een. 

## Hedendaagse verwijzing
In Nederland is Stichting Bartiméus naar hem vernoemd, een instelling voor ondersteuning van mensen met een visuele handicap.